# Geografia Spaniei
Spania este poziționată în Europa Occidentală și ocupă cea mai mare parte a Peninsulei Iberice, precum și două arhipelaguri (Insulele Canare în Oceanul Atlantic, respectiv Insulele Baleare în Marea Mediterană) și două orașe (Ceuta și Melilla) în nordul Africii, precum și alte insule de dimensiuni reduse situate în vecinătatea țării. Este situată între restul continentului european și Africa și între două zone de influență, Mediteraneeană în est și atlantică în vest, lucru care determină și gradul ridicat de varietate este:
- Relieful: se întâlnesc toate ciclurile orogenetice și de sedimentare care s-au manifestat de-a lungul istoriei, determinând forme specifice.
- Clima: derivă din poziția peninsulară, fiind expusă maselor de aer reci și calde, proporția dintre acestea rezultând într-un tip climat sau altul. Astfel, în nord se întâlnește un climat de tip oceanic (mai rece și mai umed), în est și sud unul de tip mediteraneean (cu precipitații mai reduse și cu ierni mai calde), iar în centru se întâlnește un climat continental (cu precipitații reduse și temperaturi ridicate vara și scăzute iarna).
- Vegetația: este influențată de particularitățile climatice, întălnindu-se astfel specii adaptate condițiilor de ariditate (xerofile), caracteristice centrului Spaniei și specii adaptate condițiilor de umiditate (hidrofile), caracteristice nordului țării.
- Populația: multitudinea incursiunilor diverselor popoare (romani, celți, musulmani), precum și întrepătunderea dintre acestea au determinat cultura și valorile umane.

## Repere geografice
Suprafața sa totală este de 504.782 km², din care 499.543 km² reprezintă uscat și 5.240 km² apă.
Din granița sa totală de 6.882 km, 4.964 km (88%) reprezintă apă și restul de 1.918 km este uscat (12%). Golful Biscaya (numit și „Marea Cantabrică”) se găsește la nord, mările Mediterană și Balearică la est-sud-est, sud-est și sud, Portugalia și Oceanul Atlantic la vest, iar Franța și Andorra la nord-est, de-a lungul lanțului Munților Pirinei. Coasta Mării Mediterane este lungă de 1.660 km, în timp ce coasta Atlanticului este lungă de 710 km. Lanțul Pirineilor se extinde pe întreaga distanță de 435 km dintre Mediterana și Golful Biscaya. În extremitatea sudică a Spaniei se găsește Strâmtoarea Gibraltar, care separă Spania și restul Europei de Maroc, care se găsește în extremitatea nord-vestică a Africii. Cea mai scurtă distanță dintre Spania și Maroc este de doar 13 km.
În afara Peninsulei Iberice există câteva alte zone unde se exercită suveranitatea Spaniei, Insulele Baleare în Marea Mediterană, Insulele Canare în Oceanul Atlantic, situate la sud-vest de Spania continentală, 108 km din partea de nord a Africii și cinci zone de suveranitate (plazas de soberanía, în original, în spaniolă), situate pe coasta sau în afara coastei Marocului: Ceuta, Melilla, Islas Chafarinas, Peñón de Alhucemas și Peñón de Vélez de la Gomera.
- Punctul cel mai nordic: localitatea Estaca de Bares, Mañón, La Coruña.
- Punctul cel mai sudic: localitatea La Restiga, El Pinar de El Hierro, Santa Cruz de Tenerife.
- Punctul cel mai estic: localitatea Punta de La Mola, Mahón, Baleares.
- Punctul cel mai vestic: localitatea Punta de la Orchilla, Frontera y El Pinar, Santa Cruz de Tenerife.

## Clima
În cadrul Peninsulei Iberice, datorită condițiilor orografice și a poziției și orientării țărmurilor se poate vorbi de microclimate locale. Cele mai importante dintre acestea sunt:
- Climatul temperat oceanic: se întâlnește în Galicia, Asturias, Cantabria, Țara Bascilor și Navarra. Se caracterizează prin precipitații abundente, repartizate uniform de-a lungul anului și prin temperaturi moderate, atat iarna cât și vara (10,4 °C media lunii Ianuarie și 19,2 °C media lunii August și 1.008mm/an pentru orașul La Coruña).
- Climatul temperat continental: se întâlnește în Castilla și Leon, Madrid, La Rioja, Castilla-La Mancha, Extramadura și Andalucia. Se caracterizează prin precipitații reduse, repartizate neuniform de-a lungul anului și prin amplitudini termice mari de la zi la noapte, precum și de la un anotimp la altul.
- Climatul mediteraneean: se întâlnește în Cataloni a, Valencia, Murcia, Andalucia, precum și în Insulele Baleare. Se caracterizează prin precipitații ce scad în cantitatea dinspre nordul spre sudul zonei (640mm/an la Barcelona, 524mm/an la Tortosa, 454mm/an la Valencia, 336mm/an la Alicante, 196mm/an la Almeria). Aceste precipitații cad preponderent toamna, sub formă de aversă. Temperaturiile sunt relativ ridicate atât vara (23-27 °C media lunii August) cât și iarna (8-12 °C media lunii ianuarie), amplitudinea termică dintre cele două anotimpuri fiind mai ridicată decât în cazul climatului temperat oceanic, dar mai scăzută decat în cazul climatului temperat continental.
- Climatul subtropical: se întâlnește în Insulele Canare și pe coasta estică a Andaluciei (supranumită și "Costa del Sol" - Coasta Soarelui). Se caracterizează prin temperaturi ridicate tot timpul anului (17,9 °C media lunii ianuarie și 25,1 °C media lunii august, pentru localitatea Tenerife), precipitații abundente (influențate de condițiile orografice locale) și amplitudini termice reduse între iarnă și vară.
- Microclimatul munților înalți: se întâlnește sporadic, în cazul masivelor muntoase ce depașesc 2000m înălțime (Munții Pirinei, Munții Cantabrici, Cordiliera Iberică și cea Centrală, Sierra Morena etc.) Acest climat se caracterizează prin precipitații ceva mai abundente și temperaturi mai reduse de-a lungul anului.
- Microclimatul temperat continental excesiv: se întâlnește sporadic în Madrid, Castilla-La Mancha și Castilia și Leon (suprapunându-se astfel Mesetei Centrale). Se caracterizează prin precipitații foarte scăzute (de obicei sub 250mm/an), repartizate neuniform de-a lungul anului, temperaturi scăzute iarna și ridicate vara (amplitudinii termice ridicate) precum și printr-o evapotranspirație excesivă, lucru care-și pune amprenta asupra vegetației, solului și inclusiv faunei.

### Extreme climatice
- Temperatura maximă: 47,2 °C, s-a înregistrat în Murcia, la data de 4 iulie 1994. Aceasta este urmată de cele 46,6 °C înregistrate la aceeași dată, pe aeroporturile din Sevilia și Cordoba. Este de notat faptul ca valori superioare acestora au fost înregistrate și măsurate în secolul trecut (cum ar fi cele 51,0 °C înregistrate la Sevilia pe data de 30 iulie 1876), dar n-au fost omologate oficial.
- Temperatura minimă: -32 °C, înregistrată în apropierea lacului Estangento (Lerida) pe data de 2 februarie 1956. Aceasta valoare este urmată de cea înregistrată la Calamocha (Teruel) pe data de 17 decembrie 1963 (-30,0 °C)
- Precipitații maxime căzute în decursul unei zile:  817mm, pe data de 3 noiembrie 1987 în localitatea Oliva (Tenerife), valoare urmată de cea înregistrată pe data de 17 decembrie 1963 în localitatea Puebla del Duc, din Valencia (790mm).
- Precipitații maxime căzute în decurs de-o oră: 129,9mm, valoare înregistrată la data de 31 martie 2002 în localitatea Santa Cruz de Tenerife din Insulele Canare.

## Geografia politică
Din punct de vedere administrativ Spania se divide în 17 comunități autonome, o comunitate cu statut special și doua orașe autonome:
- Andaluzia (Andalucía)
- Aragon (Aragón)

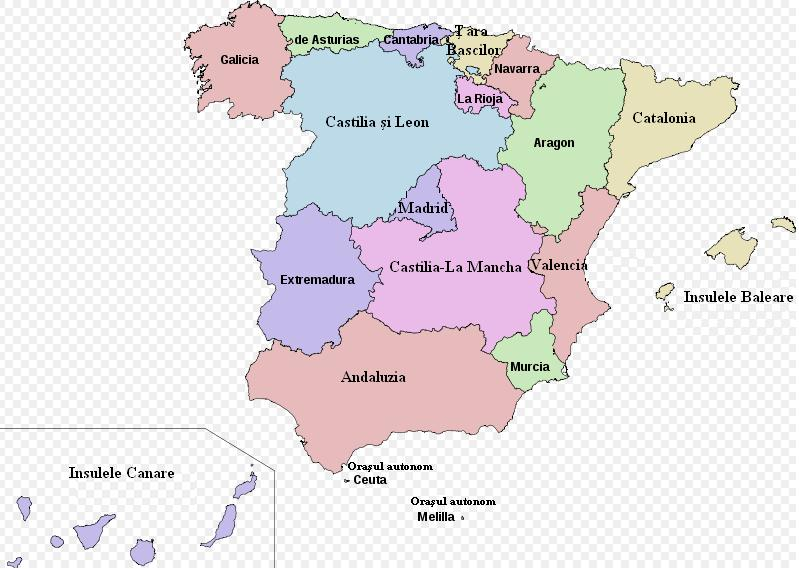
Comunitățile autonome din Spania

- Asturias (Principado de Asturias)
- Cantabria
- Castilia și Leon (Castilla y León)
- Catalonia
- Castilia-La Mancha (Castilla-La Mancha)
- Ceuta
- Extramadura
- Galicia
- Insulele Baleare (Islas Baleares / Illes Balears)
- Insulele Canare (Islas Canarias)
- La Rioja
- Madrid (Comunidad de Madrid)
- Murcia (Región de Murcia)
- Navarra (Comunidad Foral de Navarra / Nafarroako Foru Komunitatea)
- Melila
- Țara Bascilor (País Vasco / Euskadi)
- Valencia (Comunidad Valenciana / Comunitat Valenciana)

Un nivel administrativ inferior este provincia, baza comunității autonome. Din acest punct de vedere Spania este împărțită în 50 de provincii. Ceuta și Melila și zonele se suveranitate nu fac parte din aceste provincii. 
În timpul celei de-a doua Republici s-a introdus separarea Spaniei în "comarcas" (departamente).Primul astfel de departamen a fost Catalonia, dar în decursul anilor 80 și alte comunități au instaurat ca diviziune administrativă, de-o mai mică sau mai mare relevanță, departamentul. Departamentul este constituit din mai multe municipii vecine care împart același trecut istoric, sau aceleași particularități geografice sau care au interese economice comune. 
Pentru a se pune de acord cu nomenclatura actuala a UE, se folosește sistemul supranumit NUTS. Astfel, conform acestui sistem care stabilește rangul unei diviziuni administrative pe trei niveluri ierarhice, provinciile corespund nivelului III, iar comunitățile și orașele autonome corespund nivelului II.

## Vegetația
Vegetația Peninsulei Iberice și inclusiv a Spaniei, în funcție de condițiile climatice, de relief și a tipurilor de sol se poate împărții în patru mari arii de influență:

### Mediteraneană

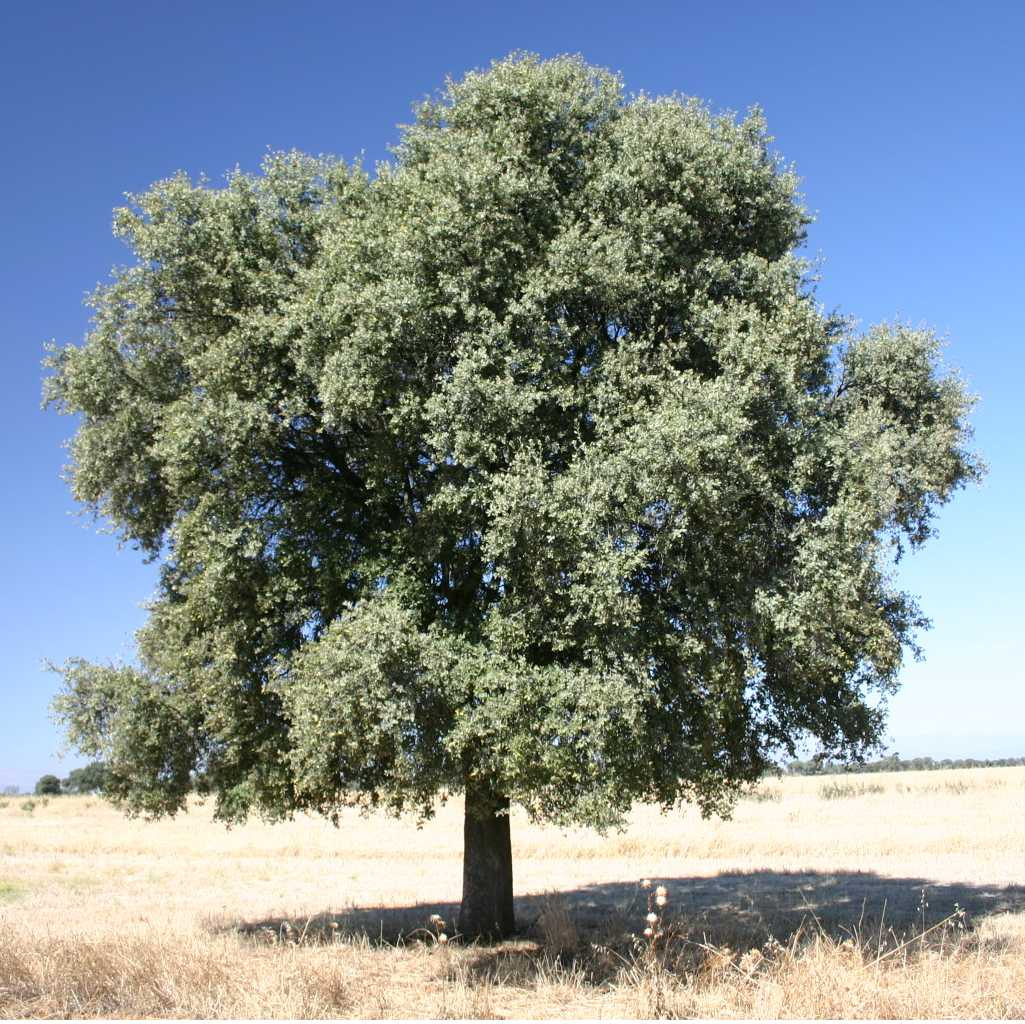
Stejarul de stâncă (Quercus ilex)

Este regiunea de vegetație cu cea mai mare extensiune spațială din Spania și este influențată de regiunea climatică omonimă. Valoarea amplitudinii termice și a cantitatii de precipitații ce cade in decursul apariției, au determinat două zone principale: 
- zona stejarului, în care reprezentantul principal este stejarul de stâncă (Quercus ilex), la care se mai adauga stejarul de plută (Quercus suber), stejarul lusitan (Quercus lusitanica) cu frunze căzătoare. Aceste plante apar în formațiuni reduse în suprafață și care au cel mai adesea forma unor insule sau a unor fâși înguste.
- zona de maquis, alcătuită din tufișuri sempervirescente, greu de străbătut de 1,5–3 m înălțime, în care apar: măslinul sălbatic (Cistus solvifolium), mirtul (Myrtus communis), leandrul (Nerium oleander), laurul nobil sau dafinul (Laurus nobilis), rodiul (Punica granatum), drobita (Genista), și pe alocuri palmierul pitic (Chamaerops humilis).

### Euroiberiană
Această regiune de vegetație se întâlnește în partea de nord a Spaniei, unde predomină precipitațiile bogate și regulate și o climă ceva mai rece decât în restul teritoriului. Și această regiune poate fi împărțită în două zone principale:
- zona atlantică, se găsește în nordul și nord estul țării. Vegetația specifică acestei zone este formată din păduri de foioase dese cu numeroase pajiști verzi. Predomină specii de stejar și fag, adaptate condițiilor de umiditate la care se adaugă specii de brad (Abies) și pin (Pinus silvestris) pe măsura creșterii altitudinii. Covorul vegetal al acestei zone este foarte dezvoltat și variat.

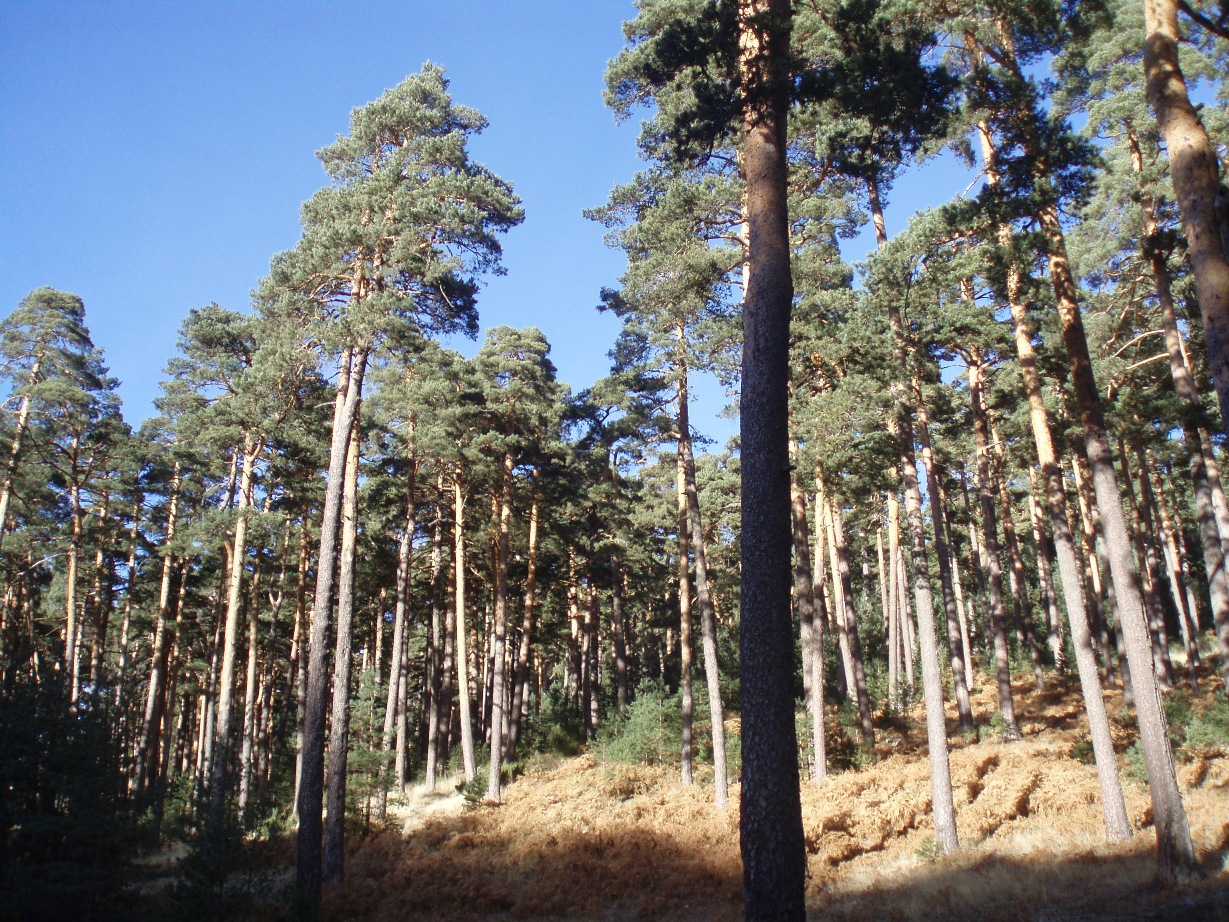
Pinul alb (Pinus alba)

- zona submediteraneană - se întâlnește în Cordiliera Cantabrică. Este specific: stejarul pufos (Quercus rubens), pinul silvestru (Pinus silvestris), la care se mai adaugă și pinul alb (Pinus alba) și stejarul alb (Quercus alba). Odată cu scăderea altitudinii și a precipitațiilor aceste specii încep să fie înlocuite de cele specifice zonei de maquis.

### Etajată pe altitudine
În funcție de etajarea pe altitudine se pot întâlni următoarele trei etaje principale:
- etajul montan alpin - se îtâlnește la altitudini mai mari de 2.400 de metri și se caracterizează prin specii cu un ciclu vegetativ redus (din cauza temperaturilor scăzute din timpul iernii). Cele mai întâlnite specii sunt cele de foioase și în special de pin si molid. La altitudine mai mari de 3.000m locul pădurilor de conifere este luat de pajiștile și pașunile alpine.
- etajul subalpin - se întâlnește la altiduni cuprinse între 1.200 și 2.400 de metri și reprezintă o zonă de tranziție între etajul alpin și zone climatică din care acesta face parte.

### Vegetația insulelor Canare
Insule Canare prezintă o vegetație specifică, net diferențiată față de cea a Spaniei continentale. Sunt caracteristice specii cu un grad ridicat de endemism (aproximativ 500 de specii de plante se întâlnesc doar în aceste insule și nicăieri altundeva pe glob). Vegetația este puternic influențată de climă și datorită prezenței munților înalți este etajată altitudinal.

## Fauna
Fauna prezintă un grad ridicat de diversitate, lucru care se datorează în mare parte următorilor doi factori: poziția geografică a Spaniei, între oceanul Atlantic și marea Mediterană și între Europa și Africa, precum și a marii difersități de medii și biotopuri, consecință a unei varietăți considerabile de microzone climatice și zone bine diferențiate între ele.
În Spania se pot întâlni, pe lângă altele, o serie de specii care au disparut din alte țări europene. Acest lucru se datorează în principal faptuli că, în trecut, Spania a fost un teritoriu mai puțin populat decât cel al unor țări precum Italia, Germania, Anglia, dar mai ales faptului că industrializarea timpurie a acestor țări a dus la distrugerea a nenumărate habitate și implicit a unor specii de animale (fenomen documentat pe larg în secolul XX). De asemenea, un mare număr de specii întâlnite aici prezintă influențele faunei africane (cameleonul comun, ariciul algerian, bufnița cu coarne, mangusta etc), precum și un număr de specii endemice, întâlnite în Insulele Baleare și Canare (porumbelul de dafin, dropia de Canare etc.).
Anumite specii autohtone au devenit extincte, așa cum s-a întâmplat în Antichitate cu iepurele de casă ("conejo", nume de la care se presupune că ar proveni și denumirea Spaniei, conform anumitor etimologi) și cu pasărea numită canar.

## Relieful
Cea mai mare parte din Spania peninsulară se suprapune Mesetei Centrale, o zonă înaltă, mărginită și străbătută de catene montane. Alte forme de relief includ inguste zone litorale și câteva zone depresionare axate pe cursul unor râuri, din care cea mai extinsă este Câmpia Andaluziei. Țara poate fi împărțită în zece regiuni și subregiuni: Meseta Centrală, Cordiliera Cantabrică, zona Iberică, Munții Pirinei, zona Penibetică, Câmpia Andaluziei, Bazinul râului Ebro, câmpiile litorale, Insulele Baleare și Insulele Canare. Aceste regiuni se regăsesc de obicei grupate în patru mari zone: Meseta Centrală asociată cu munții care o mărginesc și străbat, alte zone montane, zonele joase și insulele.

### Meseta Centrală și munții asociați acesteia

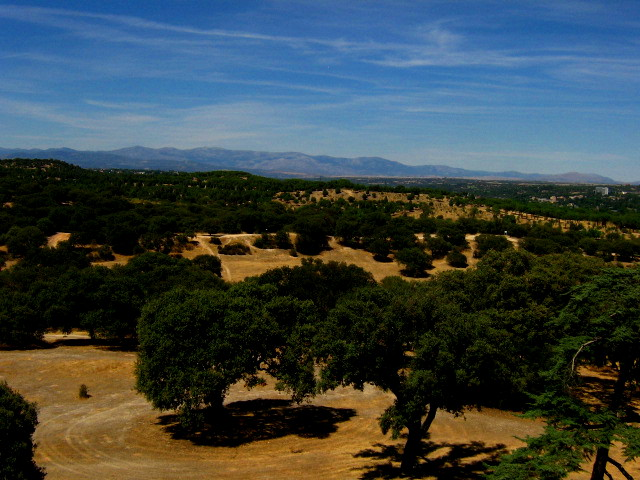
Sierra de Guadarama văzută din Madrid

Meseta Centrală (sau Podișul Central)este o vastă zonă de podiș aflată în centrul Spaniei peninsulare și are o înălțime cuprinsă între 610 și 760m. Încadrată de catene montane, Meseta Centrală prezintă o pantă ușoară, pe direcția est-vest (direcția de curgere a majorității râurilor care o străbat). Cordiliera Centrală (supranumită și coloana verticală a Mesetei Centrale) împarte Meseta Centrală într-o regiune nordică și una sudică, cea dintâi fiind mai mică ca suprafață, dar mai elevată decât cea din urmă. Cordiliera Centrală străjuiește capitala Madrid către nord, cu vârfuri ce ating 2.400m și dă pentru această zonă o pantă generală nord-sud. În vest de Madrid, Cordiliera Centrală atinge și cea mai înaltă altitudine a sa, în vârful Pico Almanzor, 2.592m. Munții din Cordiliera Centrală, care se întind spre vest până în Portugalia, prezintă și câteva caracteristici glaciare (în cele mai înalte dintre vârfuri zăpada persistă o bună parte a anului). În ciuda înălțimii sale, acest sistem montan nu creează o barieră importantă între partea de nord și cea de sud a Mesetei Centrale, câteva pasuri fiind străbătute de șosele și căi ferate care leagă cele două regiuni. 

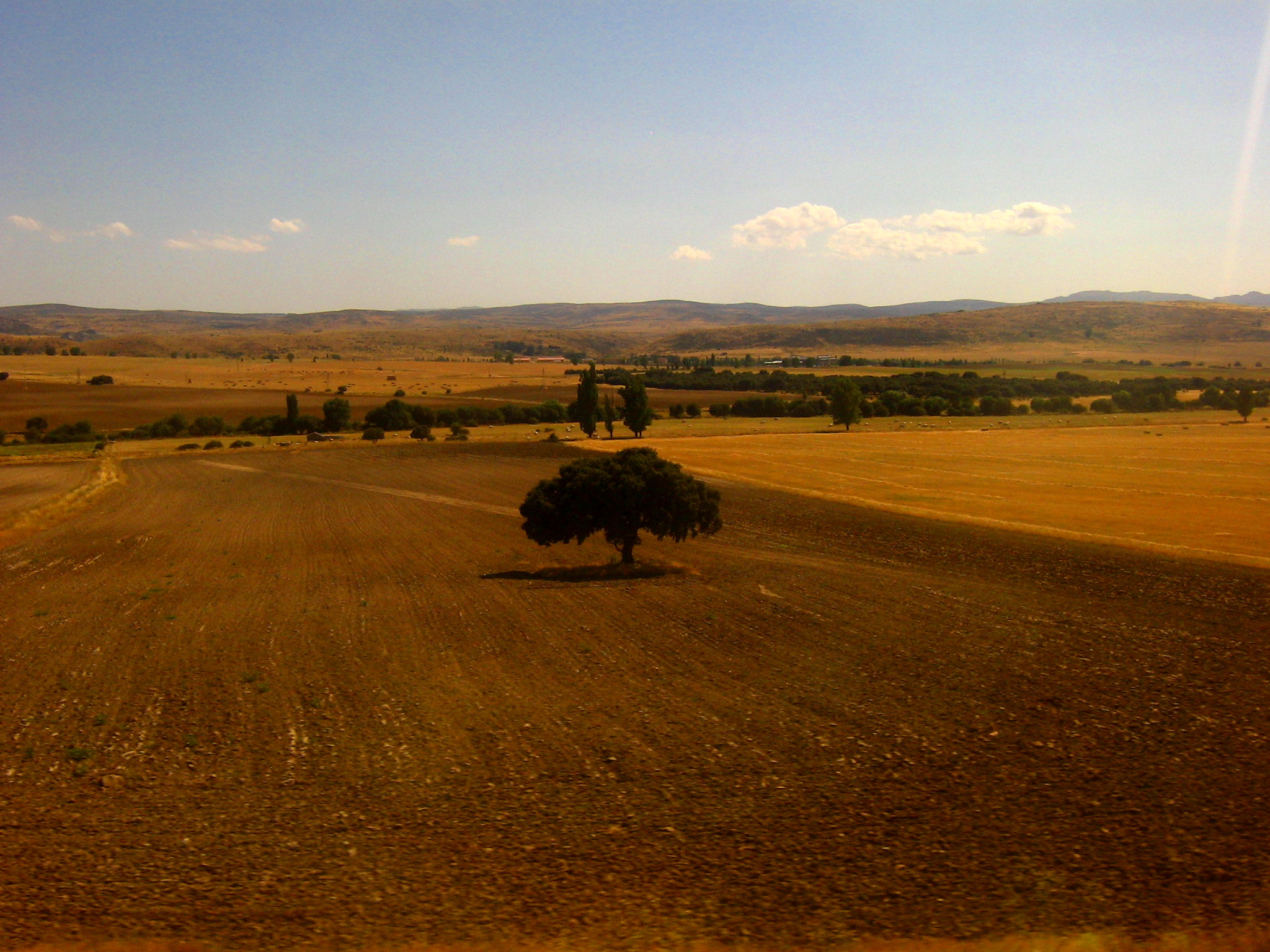
Imagine din Meseta Centrală

Partea de sud a Mesetei Centrale este împărțită mai departe de două masive asemănătoare: Munții Toledo spre est și Sierra de Guadalupe spre vest. Aceste masive prezintă vârfuri care nu depășesc 1.500m în altitudine. Cu numeroase pasuri și trecători, inclusiv cele care fac legătura dintre Meseta Centrală și Câmpia Andaluziei, Munții Toledo și Sierra de Guadalupe nu prezintă un abstacol în calea liniilor de transport și comunicație. Cele două masive sunt separate de Cordiliera Centrală de către cel râul cu cel mai lung curs din întreaga peninsulă Iberică, Tago. 
Zonele montane ce mărginesc Meseta Centrală sunt formate din: Sierra Morena, Cordiliera Cantabrică și Munții Iberici. Sierra Morena, care formează limita de sud a Mesetei Centrale se unește către est cu Munții Iberici, iar către vest se prelungește până în Portugalia. În partea de sud este mărginită de valea râului Guadalquivir, iar înspre nord se întinde până la râul Guadiana, care și separa Sierra Morena de Cordiliera Centrală. În ciuda altitudinii reduse, care rareori depășește 1.300m, Munții Siera Morena prezintă un relief foarte accidentat.
Cordiliera Cantabrică, o formațiune calcaroasă, se găsește în partea de nord a Spaniei, paralel cu golful Biscaia. Cel mai înalt vârf al ei este Pico de Europa, 2.604m. Cordiliera Cantabrică se întinde de-a lungul a 182 km și scade brusc cu 1.500m la aproximativ 30 km față de coasta nordică a Spaniei. Către vest se găsește o zonă deluroasă, iar către est se găsesc Munții Țării Bascilor, care leagă acest sistem montan de Pirinei.

### Celelalte zone montane

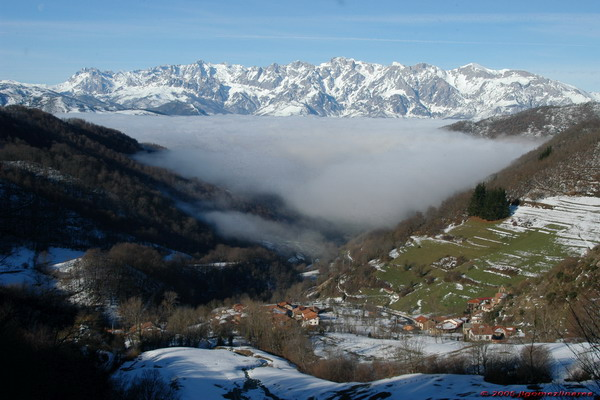
Vf. Pico de Aneto, 3.404m

Fără o legătură directă cu Meseta Centrală, pe teritoriul acestei țări se află Munții Pirinei (în partea de nord est) și Cordiliera Penibetică (în partea de sud est). Munții Pirinei, care se întind către vest până la Cordiliera Cantabrică, iar către est până la Marea Mediterană, formează o importantă barieră naturală între Spania, Franța și Andora, care de-a lungul istoriei au izolat efectiv aceste zone. Șosele și căile ferate străbat acești munți doar prin partea de vest și de est a lor, acolo unde altitudinile sunt mai coborâte, iar trecerea mai ușoară. În partea centrală însă pasurile și trecătorile sunt foarte rare, iar vârfurile depășesc frecvent 3.000m (cel mai înalt fiind Pico de Aneto, 3.404m). 
Cordiliera Penibetică se întinde dinspre cea mai sudică parte a Spaniei peninsulare către nord est, mergând paralel cu zona de coastă, până când se unesc cu cea mai sudică parte a Munților Iberici, în apropierea râului Jucar. Sierra Nevada, parte a Cordilierei Penibetice și care se întinde la sud de Granada, are și cel mai înalt vârf de pe teritoriul întregii peninsule Iberice: Vf. Mulhacen, 3.479m. Alte vârfuri din regiune trec de asemenea de 3.000m.

### Regiunile joase
Cea mai importantă dintre acestea este Câmpia Andaluziei, în partea de sud vest, bazinul râului Ebro (Câmpia Aragonului) în nord est, precum și numeroase fâșii, de-o mai mică sau mai mare extindere, litorale. Câmpia Andaluziei este în esența o vale largă ce se întinde de-o parte și de cealaltă a râului Guadalquivir. Aceasta vale crește în lărgime dinpre est spre vest (pe direcția de curgere a râului), atingând cea mai largă poțiune în apropierea golfului Cadiz. Câmpia Andaluziei este mărginită în nord de Sierra Morena, iar în sud de Cordiliera Penibetică, îngustându-se mult către est, unde cele două lanțuri montane se unesc. Bazinul râului Ebro, sau Câmpia Aragonului este format din valea râului Ebro și este străjuit în trei părți de siteme montane: Munții Iberici către sud și vest și Pirinei către nord și nord est. Este de menționat faptul că numeroase alte zone joase, depresionare, se găsesc pe cursurile râurilor Tago și Guadiana. 
Zona litorală se prezintă sub forma unor fâșii înguste litorale, mărginite spre interior de sisteme montane. Cele mai extinse astfel de fâșii se întâlnesc de-a lungul Golfului Cadiz, unde Câmpia Andaluziei se unește cu cea litorală. Cea mai îngustă zonă de câmpie litorală șe găsește de-a lungul golfului Biscaia, unde Cordiliera Cantabrică se termină brusc în apropierea țărmului.

### Insulele

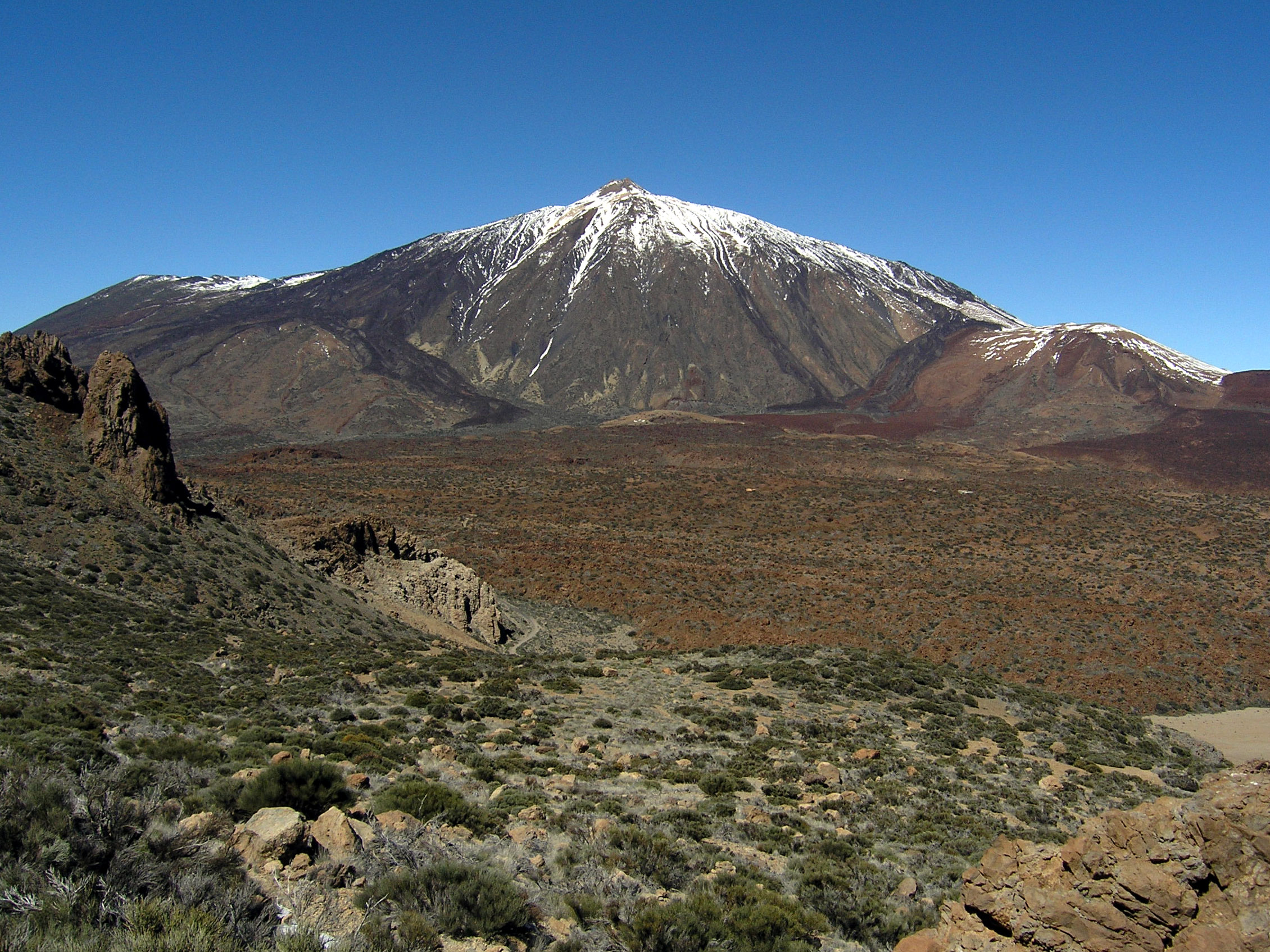
Teide, cel mai înalt munte din Spania.

Cele mai importante dintre insulele ce aparțin Spaniei sunt cele Baleare (localizate în Marea Mediterană) și cele Canare (localizate în Oc. Atlantic).
- Insulele Baleare cuprind o zonă de aproximativ 5.000 de kilimotri pătrați, 80 km est de coasta estică a Spaniei peninsulare. Relieful acestor insule este destul de variat. Astfel, în partea de nord a insulei Mallorca se află Sierra de Tramuntana cu vărfurile cele mai înalte din acest arhipelag (Puig Major, 1445m; Puig de Massanella, 1348m; Puig del Tossals Verds, 1115m; Puig Tomir, 1103m etc). În partea de sud est a insulei se află Sierra de Levante cu vârful Sa Talaia (561m). Insulele Menorca și Ibiza prezintă un relief aproape plan, cu dealuri și coline ce nu depășesc 500m în înălțime.
- Insulele Canare se află situate în oceanul Atlantic, în apropierea țărmului african. Arhipelagul este de origine vulcanică, existând diverse teorii cu privire la formarea acestuia. Insulele se caracterizează prin înălțimi foarte ridicate, dată fiind suprafața relativ redusă a acestora. Dacă ar fi să măsurăm de la fundul oceanului, atunci acestea ar depăși 6000 de metri în înălțime. Cele mai vechi dintre aceste insule sunt cele situate în estul arhipelagului și prezintă atât roci sedimentare cât și coraligene, pe când cele vestice sunt alcătuite preponderent din roci vulcanice. Principalele vârfuri sunt: Teide (3718m), Pico Viejo (3135m), Blanca (2750m), Alto de Guajara (2718m) și Roque de la Grieta (2576m) în insula Tenerife, Pico de las Nieves (1949m), Roque Nublo (1813m) și Roque Bentayga (1404m) în insula Gran Canaria, respectiv Roque de los Muchachos (2426m) în insula La Palma.

## Rețeaua hidrografică
La fel ca și hidrografia oricărei alte țări, cea a Spaniei este determinată de două tipuri principale de factori: climatici (repartiția și volumul precipitațiilor în timpul unui an) și geologici (relieful și solurile). 

### Râurile
Din cele aproximativ 1.800 de râuri și pârâuri din Spania, doar Tago are un curs mai lung de 1.000 de km și doar 90 au mai mult de 100 km. Celelalte sunt râuri scurte și cu un debit neregulat: de cele mai multe ori seacă în perioadele secetoase și se umflă și provoacă inundații locale în timpul ploilor torențiale. Majoritatea râurilor care-și au obârșia în munții ce mărginesc sau străbat Meseta Centrală curg spre vest de-a lungul podișului și străbat Portugalia pentru a se vărsa în oceanul Atlantic. O excepție semnificativă o constituie râul cu cel mai mare debit din peninsula Iberică și anume Ebro, care se varsă în marea Mediterană după ce străbate vest-est câmpia Aragonului. Râurile din partea de nord a țării și care izvorăsc din Cordiliera Cantabrică sunt scurte și tumultuoase, debușând în golful Biscaia sau oceanul Atlantic, generând un relief specific (țărmuri cu rias în nord vest). Insulele sunt lipsite de râuri cu un caracter permanent, singurele excepții fiind La Palma și Gomera.

### Lacurile
Lipsa unor vaste depresiuni interioare lipsite de drenaj, forța erozivă a râurilor precum și evapotranspirația excesivă prezentă în cea mai mare parte a Spaniei au determinat inexistența unor lacuri cu o suprafață mare, deși există dovezi că in trecutul geologic al regiunii (Terțiar) au existat astfel de lacuri în vechi depresiuni endoreice (Meseta Centrală și Câmpia Andaluziei). Aceste depresiuni au dispărut pe măsură ce râurile au reușit să treacă de sistemul montan ce le imprejura. Lacurile existente în Spania se pot împărți în trei mari categorii:
- lacuri de origine endoreică (tectonice și vulcanice). Sunt destul de rare și reduse ca suprafață, cel mai mare fiind Laguna de la Janda (Cadiz), 30–40 km² în momentele de maximă extindere, dar cu o adâncime foarte redusă, de aproximativ 1m.
- lacuri de origine exogenă (glaciare, carstice, eoliene și litorale). Cele de origine glaciară se întâlnesc doar în munții înalți, cum ar fi Pirinei (Estany - 880 m în diametru și 80 m adâncime, Lago de Rius - 1.600m în diamentru și 25m adâncime, El Tort - 2.400m în lungime și 96m adâncime etc), Cordiliera Centrală (în Sierra de Guadarrama și Masivul Gredos), în Munții Iberici și în Sierra Nevada (cum ar fi lacurile Zeguas și Caldera, situate la peste 2.700m înălțime).

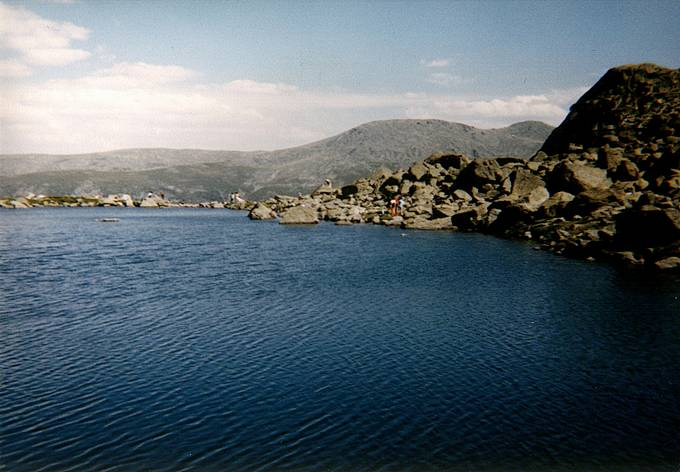
Lacul de origine glaciară Laguna Grande de Peñalara, în Sierra de Guadarrama (Madrid)

Cele mai importante lacuri carstice sunt: Laguna de Ruidera și Ciudad Real. Lacurile de origine eoliană se găsesc în zona de coastă a Geronei și au o suprafață redusă. Lacurile și lagunele maritime se întâlnesc în zona de vărsare a râurilor Guadalquivir și Ebros, precum și a altor lacuri de dimensiuni reduse.
- lacuri de origine mixtă (tectono-carstice) sunt rare și reduse în suprafață, fiind greu de determinat preponderența fiecărui factor în formarea acestora.
- lacuri de origine antropică. Acestea au fost create de către om, mai ales în decursul ultimului secol, cu scopul regularizării unor râuri, precum și pentru a stoca importante rezerve de apă necesare irigațiilor și alimentării marilor orașe. Astfel de lacuri (baraje) se găsesc mai ales pe cursul râurilot mari: Tago, Ebro, Duero, Guadiana, Guadalquivir etc.

## Țărmurile
```
    Spania beneficiaza de tarmuri de tip riass care s-au format in zone cu munti si podisuri usor inaltate. Se caracterizaza prin golfuri ramnificate ce patrund adanc, pe cursul vailor, sau pe uscat. Se intalnesc in N-V Spaniei.
```